# كالدونيو
كالدونيو (بالإيطالية: Caldogno)‏ هي مدينة وبلدية في مقاطعة فشنزة بمنطقة فنيتة، شمال إيطاليا.